# غزلي
راميتان هي مدينة في مقاطعة راميتان في ولاية بخارى في أوزبكستان.